# 熊田士朗
熊田 士朗（くまだ しろう、1943年7月10日 - ）は、日本の裁判官、弁護士。名古屋高等裁判所部総括判事や、名古屋地方裁判所所長、法務省難民審査参与員等を歴任した。

## 人物・経歴
1967年中央大学法学部法律学科卒業、旧司法試験合格。1970年名古屋地方裁判所判事補任官。名古屋高等裁判所判事、名古屋地方裁判所判事等を経て、2001年福井地方裁判所長。2002年名古屋高等裁判所部総括判事。2005年名古屋家庭裁判所長。2007年名古屋地方裁判所長。2008年定年退官、春日井簡易裁判所判事。2009年名古屋簡易裁判所判事。2013年定年退官、岐阜県弁護士会弁護士登録。2014年法務省難民審査参与員。2015年瑞宝重光章受章。

## 裁判
大阪・愛知・岐阜連続リンチ殺人事件名古屋高等裁判所民事第2部判決 2004年（平成16年）5月12日 『判例時報』第1870号29頁、平成15年(ネ)第275号、『損害賠償請求控訴事件』。